# Томпсон, Алексис
Алексис Томпсон (англ. Alexis Thompson; 20 мая 1914, Чикаго, Иллинойс — 20 декабря 1954, Энглвуд, Нью-Джерси) — американский хоккеист на траве, полевой игрок; бобслеист. Участник летних Олимпийских игр 1936 года.

## Биография
Алексис Томпсон родился 20 мая 1914 года в американском городе Чикаго в семье президента сталелитейной компании Inland Steel.
Окончил Йельский университет. Играл за его команды по хоккею на траве («Йель Буллдогз»), футболу и лякроссу.
В 1936 году вошёл в состав сборной США по хоккею на траве на летних Олимпийских играх в Берлине, поделившей 10-11-е места. Играл в поле, провёл 1 матч, мячей не забивал.
Также занимался бобслеем. В 1939 году участвовал в чемпионате мира.
В 1940 году возглавил синдикат, который приобрёл клуб по американскому футболу «Питтсбург Стилерз», выступавший в НФЛ. Оставался его владельцем до 1949 года.
Возглавлял комитет памяти двукратного олимпийского чемпиона Билли Фиске, вручавший трофеи победителям чемпионата США по бобслею среди четвёрок.
Умер 20 декабря 1954 года в американском городе Энглвуд в штате Нью-Джерси.